# MGM+
MGM+ (транскрипция: Ем-Джи-Ем плюс), по-рано позната като Epix, е американска предплатена телевизионна мрежа, чийто собственик е Metro-Goldwyn-Mayer. Програмата се състои от нови и по-стари филми, прожектирани в кината, оригинални телевизионни сериали, документални филми и музикални и комедийни специални предавания. Договорено е от 17 май 2025 г. да се излъчва и за България.

## Канали
В зависимост от доставчика на услугата MGM+ предоставя до пет 24-часови мултиплексни канала, които се излъчват едновременно със стандартна и висока разделителна способност, както и абонаментна услуга за видео по заявка (MGM+ on Demand). Разпространението на трите мултиплекс канала на услугата – MGM+ Hits, MGM+ Marquee и MGM+ Drive-In – варира в зависимост от доставчика.